# 쿠바 모스크

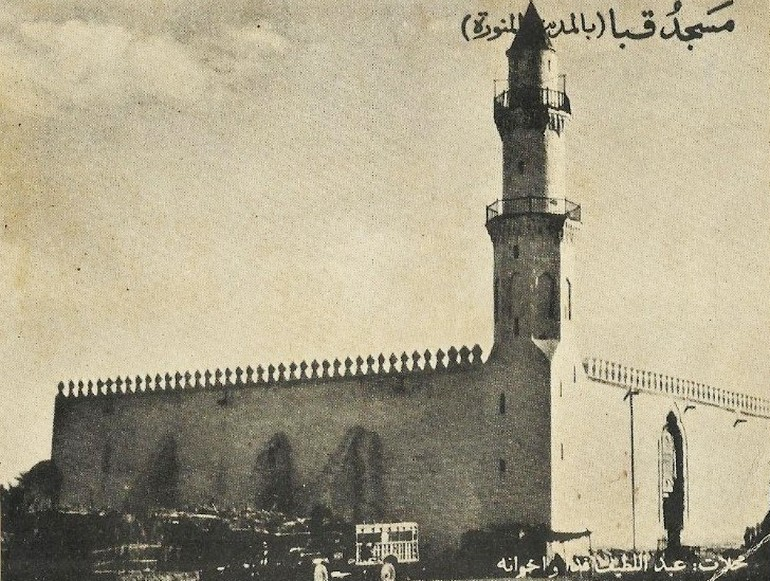

쿠바 모스크(아랍어: مسجد قباء)는 사우디아라비아 메디나에 있는 모스크이다. 헤지라 당시 무함마드가 메디나에 도착한 첫날 만들어졌으며, 역사상 최초의 모스크로 알려져 있다.

## 같이 보기
- 이슬람 건축
- 이슬람 미술